# Hypervolémie
Hypervolémie je stav zvětšeného objemu krve u člověka nebo živočichů. Opačným stavem je hypovolémie, stav se sníženým objemem krve.

## Patofyziologie
Krevní plazma, primárně složená ze soli a vody, se shromažďuje v různých částech těla a vede ke zvětšení hmotnosti, otokům horních a dolních končetin (perifernímu edému) a ke hromadění v krajině břišní (ascites). Eventuálně může také pronikat do plic, snižovat množství kyslíku, který přechází do krve a způsobovat dechovou nedostatečnost (dyspneu). Plazma se může také shromažďovat v plicích vleže během noci a komplikovat tak noční dýchání a spánek (záchvatovitá (paroxysmální) noční dušnost).

## Příčiny
Hypervolémie může mít mnoho důvodů, včetně problémů se srdcem, ledvinami nebo plícemi, anebo kombinace těchto orgánů. Objevuje se také po určitých chirurgických výkonech. Nejčastějším důvodem hypervolémie je městnavé (kongestivní) srdeční selhání.